# Le Vignon-en-Quercy
Le Vignon-en-Quercy es una comuna nueva francesa situada en el departamento de Lot, de la región de Occitania.

## Historia
Fue creada el 1 de enero de 2019, en aplicación de una resolución del prefecto de Lot de 14 de diciembre de 2018 con la unión de las comunas de Cazillac y Les Quatre-Routes-du-Lot, pasando a estar el ayuntamiento en la antigua comuna de Les Quatre-Routes-du-Lot.

## Demografía
Según los datos aportados en la resolución del prefecto de Lot, la comuna se crea con 1063 habitantes.

## Composición
| Comuna fusionada         | Código INSEE | Población (2016) | Superficie (km²) | Densidad (hab./km²) |
| ------------------------ | ------------ | ---------------- | ---------------- | ------------------- |
| Cazillac                 | 46067        | 427              | 19.02            | 22                  |
| Les Quatre-Routes-du-Lot | 46232        | 601              | 2.8              | 215                 |